# Индаятуба
Индаятуба (порт. Indaiatuba, название происходит из языка тупи)  —  муниципалитет в Бразилии, входит в штат Сан-Паулу. Составная часть мезорегиона Кампинас. Находится в составе крупной городской агломерации Агломерация Кампинас. Входит в экономико-статистический  микрорегион Кампинас. Население составляет 235 365 человек на 2016 год. Занимает площадь 310,564 км². Плотность населения — 583,2 чел./км².

## История
Город основан 9 декабря 1830 года.

## Статистика
- Валовой внутренний продукт на 2005 составляет 3.414.342.000,00 реалов (данные: Бразильский институт географии и статистики).
- Валовой внутренний продукт на душу населения на 2004 составляет 18.977,00 реалов (данные: Бразильский институт географии и статистики).
- Индекс развития человеческого потенциала на 2000 составляет 0,829 (данные: Программа развития ООН).

## География
Климат местности: горный тропический. В соответствии с классификацией Кёппена, климат относится к категории Cwa.

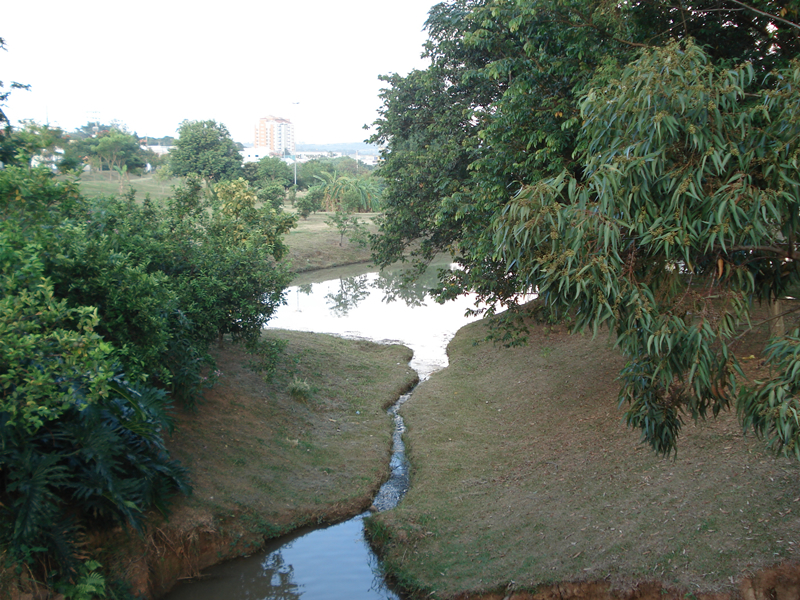